# Никифор Важеозерски
Никифор Важеозерски (друга половина 15. века - прва половина 16. века) - руски православни светитељ, преподобни.

## Биографија
Никифор је рођен у другој половини 15. века. По предању, био је ученик преподобног Александра Свирског, са чијим се благословом 1508. године повукао у Важеозеро, где је основао Важеозерску испосницу.
Монах Никифор је рођен у порти Важеског, близу реке Свир. О његовом детињству и младости нису сачувани подаци. Зна се само да је потицао из побожне сељачке породице и да је у родитељској кући поучен страху Божијем. Тада је цео Олонецки крај био пун славе о високим подвизима и побожности монаха Александра, који је већ основао манастир на реци Свир у част Животворне Тројице. Околни мештани су често посећивали манастир Свир, помагали у његовој градњи или у њему боравили. Никифор је стигао у манастир већ као монах око 1510. године и био прихваћен од монаха Александра као једног од братије, пошто је свети игуман знао за подвижнички живот монаха Никифора, да је на свом телу носио тешке окове.
Монах Никифор је неколико година живео у манастиру Свир. Монах Александар је видео његове врлине, разумео духовну корист коју је Никифор донео братији, и заблагодарио Богу. Из Свирског манастира монах Никифор је направио два велика путовања: једно - по наређењу монаха Александра, новојезерском подвижнику Кирилу, друго - својом вољом - у Кијев на поклоњење печерским светињама.
Монах Александар је Никифору поверио послушање – да оде код монаха Кирила, на Бело језеро, у манастир Васкрсења Христовог, и затражи од игумана благослов и молитве, разговара са њим и учи се од њега монашком животу и монашким правилима. Никифор је са радошћу прихватио задатак послушања и кренуо на далеки пут. Неколико дана касније безбедно је стигао на западну обалу језера, где се налази село Кобилина Гора, две миље од манастира, који је лежао на супротној обали. Долазило је вече. Путник је отишао на шумовиту северну обалу језера и ту заспао.
У међувремену, монах Кирил је у то време вршио вечерњу келију у свом манастиру. Свршивши то, подвижник је сам отишао на обалу, узео чамац и отпловио на северну обалу језера, где је чекао монах Никифор. Одавде су прешли у Новоезерски манастир, где је монах Никифор боравио осам дана, делећи молитвене подвиге монашког братства и наслађујући се поучним разговорима игумана. Вероватно је после тога монах Никифор ходочастио у Кијев.
Са свог путовања у Кијев монах се вратио са жарком жељом да оснује свој манастир и, ту намеру је подржао и преподобни Александар. Обилазећи и разгледавајући разна места у свом завичају, он се коначно заустави тамо где је монах Генадије недавно завршио свој земаљски пут, и основао манастир и у њему храм у славу Преображења Господњег. Монах је у свом манастиру служио много година, саградио десет келија, искрчио шуму и исушио мочвару, и затражио царску повељу за власништво над околним земљиштем „око манастира на све четири стране по једну миљу, без маховине и мочваре и блокови“ (повеља из 1557). Завршивши тако посао који га је дуго бринуо, монах је, окружен братијом коју је сабрао, 9. фебруара мирно преминуо.
Почетком 17. века Олонецки крај су опустошили странци који су свуда лутали. Опљачкан је и манастир који је подигао монах Никифор, монаси су протерани, а имање порушено и однето. Али сећање на светог Генадија и Никифора није нестало. Када су опасности прошле, капела је обновљена над заједничким гробом светих, а затим је мало-помало обновљен манастир. Године 1846. стекао је самосталну егзистенцију, а 1854. године добио је дозволу да на месту древне дрвене капеле подигне храм над моштима светих. Овај храм, по благослову Светог синода и олонечког архиепископа Аркадија, освештан је 8. августа 1858. године у име Свих Светих, у чијем домаћинству је благодарна успомена староседелаца од памтивека поштовала преподобне Генадија и Никифора.
Мошти Никифора Важезерског налазе се у пећини у Преображенској цркви Задњег Никифоровског манастира.
Православна црква прославља светог Никифора заједно са светим Генадијем 9. фебруара.